# Som en dröm
Chansons représentant la Suède au Concours Eurovision de la chanson
Nygammal vals
(1966) Det börjar verka kärlek, banne mej
(1968)
Som en dröm (« Comme un rêve ») est une chanson interprétée par Östen Warnerbring, sortie en 1967. C'est la chanson représentant la Suède au Concours Eurovision de la chanson 1967.
La chanson a également été enregistré en anglais par Östen Warnerbring sous le titre As A Dream.

## À l'Eurovision

### Sélection
Le 24 février 1967, la chanson Som en dröm, interprétée par Östen Warnerbring, est sélectionnée en remportant le Melodifestivalen 1967, pour représenter la Suède au Concours Eurovision de la chanson 1967 le 8 avril à Vienne, en Autriche.

### À Vienne
La chanson est intégralement interprétée en suédois, langue officielle de la Suède, comme l'impose la règle de 1966 à 1972. L'orchestre est dirigé par Mats Olsson (en).
Som en dröm est la septième chanson interprétée lors de la soirée du concours, suivant Quel cœur vas-tu briser ? de Géraldine pour la Suisse et précédant Varjoon - suojaan de Fredi pour la Finlande.
À l'issue du vote, elle obtient 7 points, se classant 8e — à égalité avec Anouschka d'Inge Brück pour l'Allemagne et Vse rože sveta de Lado Leskovar pour la Yougoslavie — sur 18 chansons,.

## Liste des titres
| A1. | Som en dröm                           | Curt Peterson, Marcus Österdahl, Patrice Hellberg | 2:40 |
| A2. | Tänk ej mer på mej (Non pensare a me) | Arturo Testa, Berggren, Eros Sciorilli            | 3:15 |

## Historique de sortie
| Pays   | Date | Format                | Label    |
| ------ | ---- | --------------------- | -------- |
| Suède, | 1967 | 45 tours, EP 45 tours | Karusell |